# Кроствіц
Кроствіц (нім. Crostwitz, в.-луж. Chrósćicy) — громада в Німеччині, розташована в землі Саксонія. Входить до складу району Бауцен.
Площа — 13,32 км2. Населення становить 1022 ос. (станом на 31 грудня 2020).